# Нова-Итабераба
Нова-Итабераба (порт. Nova Itaberaba)  —  муниципалитет в Бразилии, входит в штат Санта-Катарина. Составная часть мезорегиона Запад штата Санта-Катарина. Входит в экономико-статистический  микрорегион Шапеко. Население составляет 4317 человек на 2006 год. Занимает площадь 137,583 км². Плотность населения — 31,4 чел./км².

## История
Город основан 26 сентября 1991 года.

## Статистика
- Валовой внутренний продукт на 2003 составляет 63.844.484,00 реалов (данные: Бразильский институт географии и статистики).
- Валовой внутренний продукт на душу населения на 2003 составляет 14.885,63 реалов (данные: Бразильский институт географии и статистики).
- Индекс развития человеческого потенциала на 2000 составляет 0,759 (данные: Программа развития ООН).